# Eponina nigristernis
Eponina nigristernis là một loài bọ cánh cứng trong họ Cerambycidae.